# Raphidia ophiopsis
Raphidia ophiopsis is een kameelhalsvlieg uit de familie van de Raphidiidae. De soort komt voor in het Palearctisch gebied. De wetenschappelijke naam van de soort werd in 1758 gepubliceerd door Carl Linnaeus.

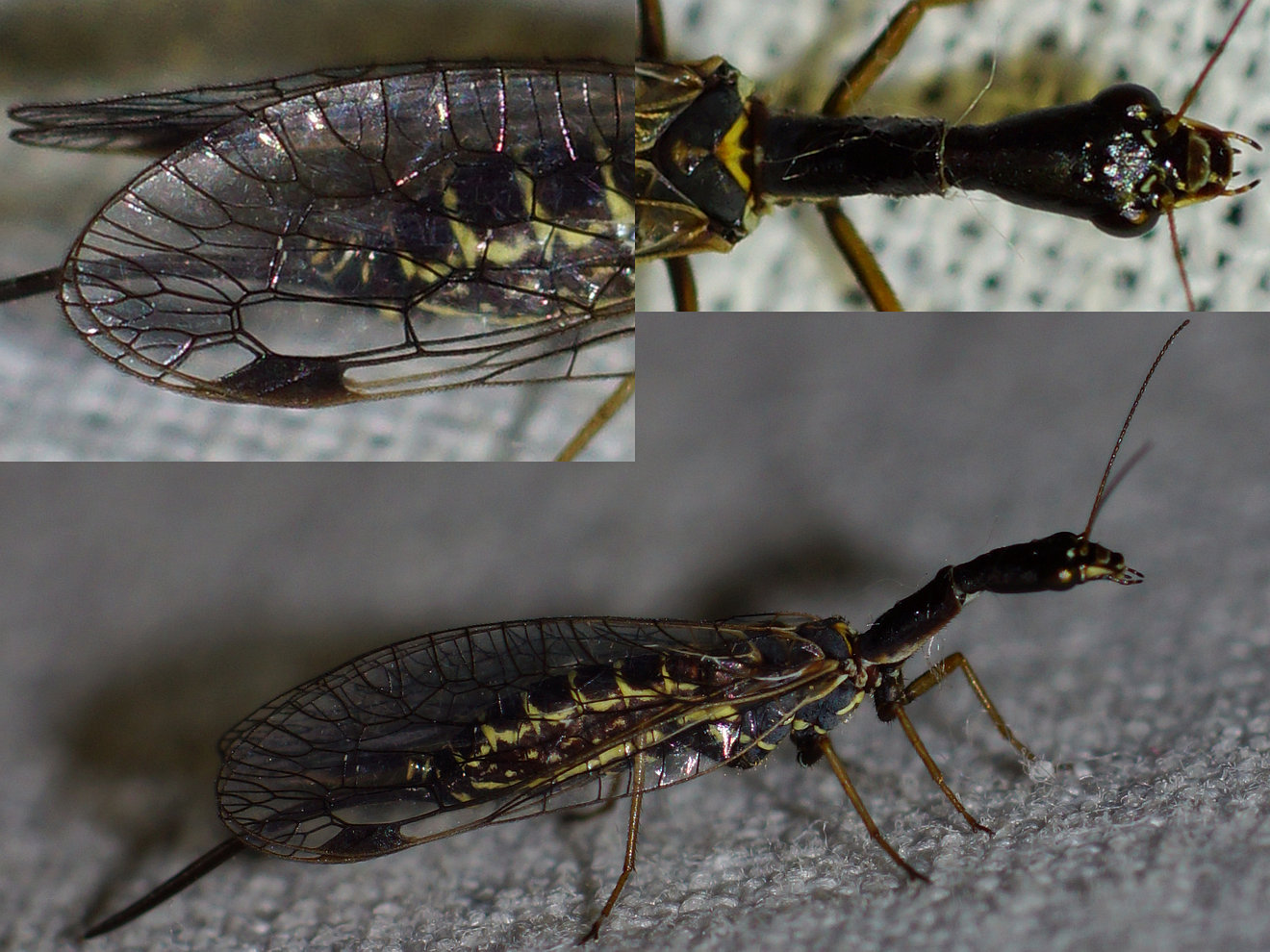
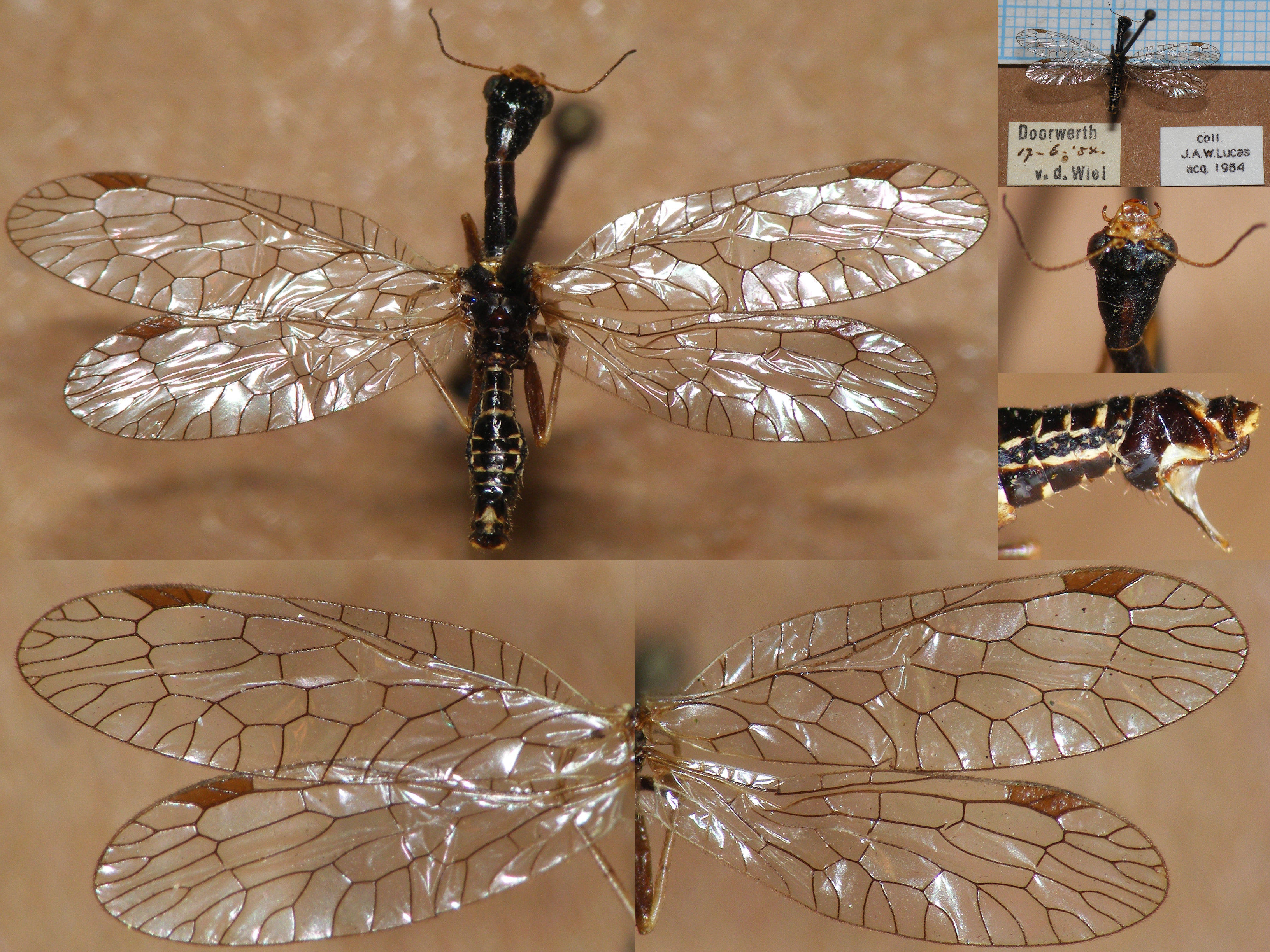